# رابرت کاکرین
رابرت کاکرین (به انگلیسی: Robert Cochran) یا باب کاکرین یکی از سازندگان سریال تلویزیونی ۲۴ است. قبل از این سریال، او و جول سارنو تهیه‌کنندگی سریال نیکیتای افسونگر را بر عهده داشتند. او بعداً به عنوان مشاور سریال‌های تلویزیونی نیز به کار پرداخت.